# レイ (ハワイ)

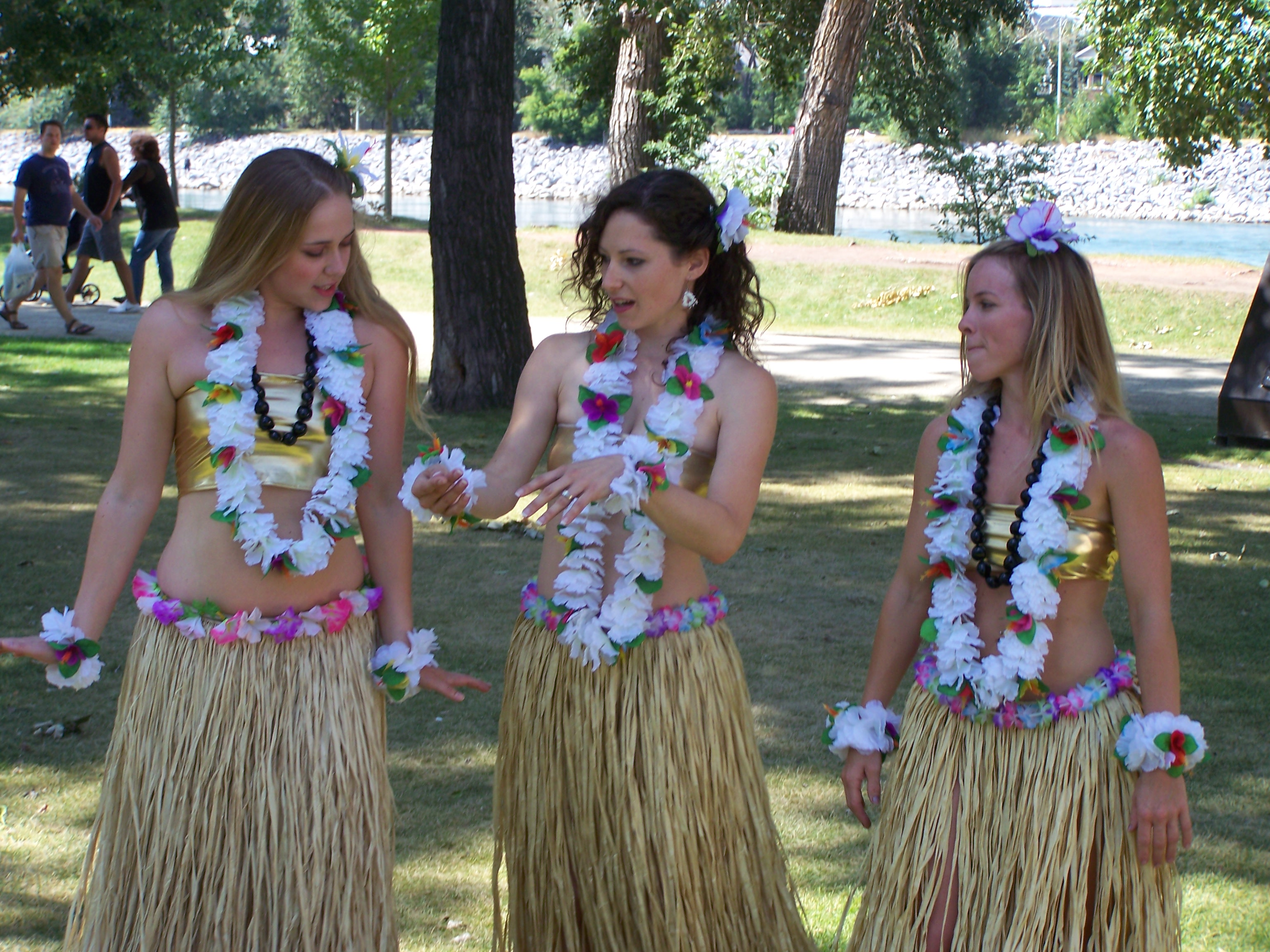
ハク・レイ（複数種類の花を混ぜ合わせたレイ）を身に着ける女性。

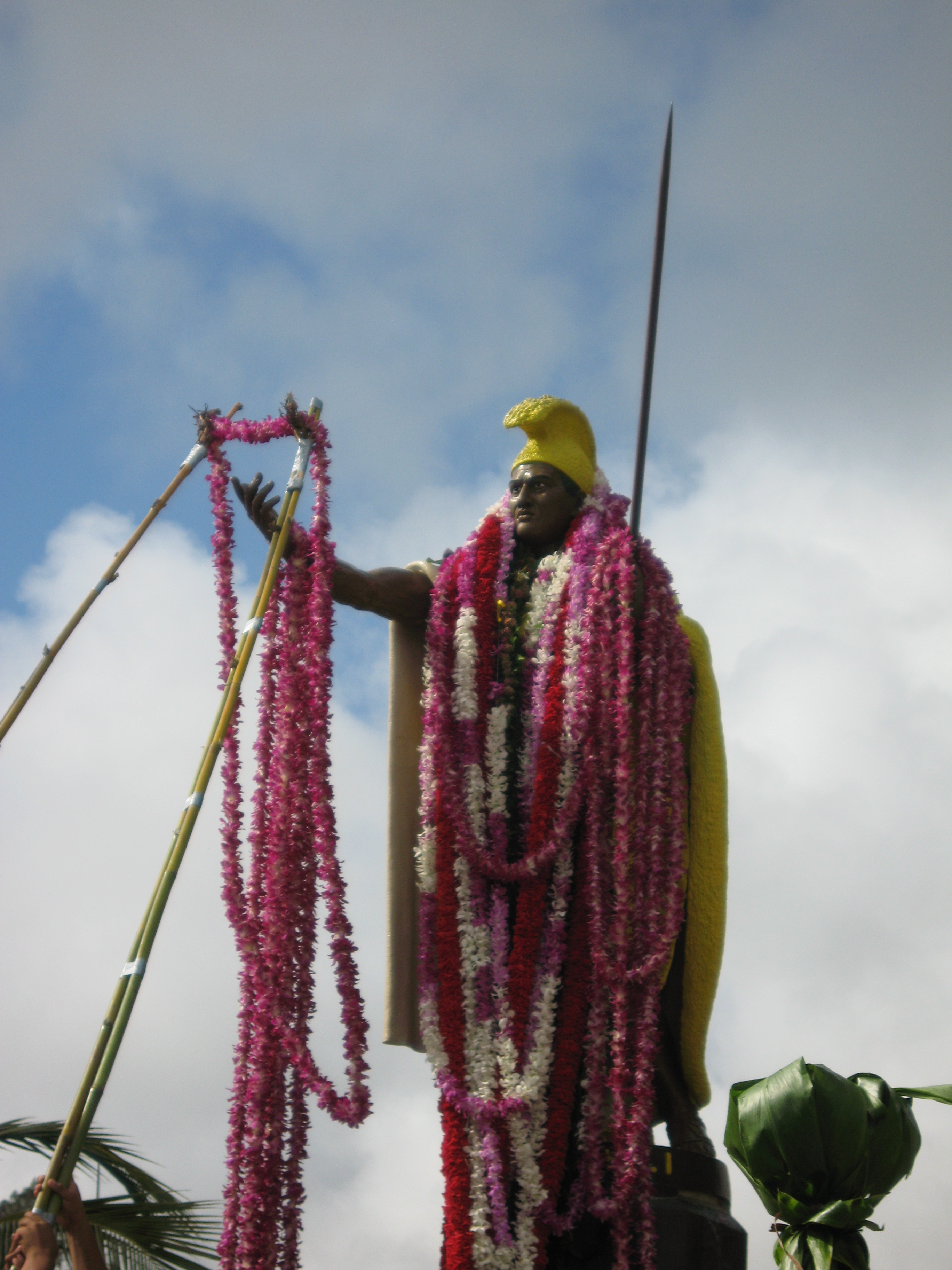
多数のレイを掲げられたカメハメハ1世の像

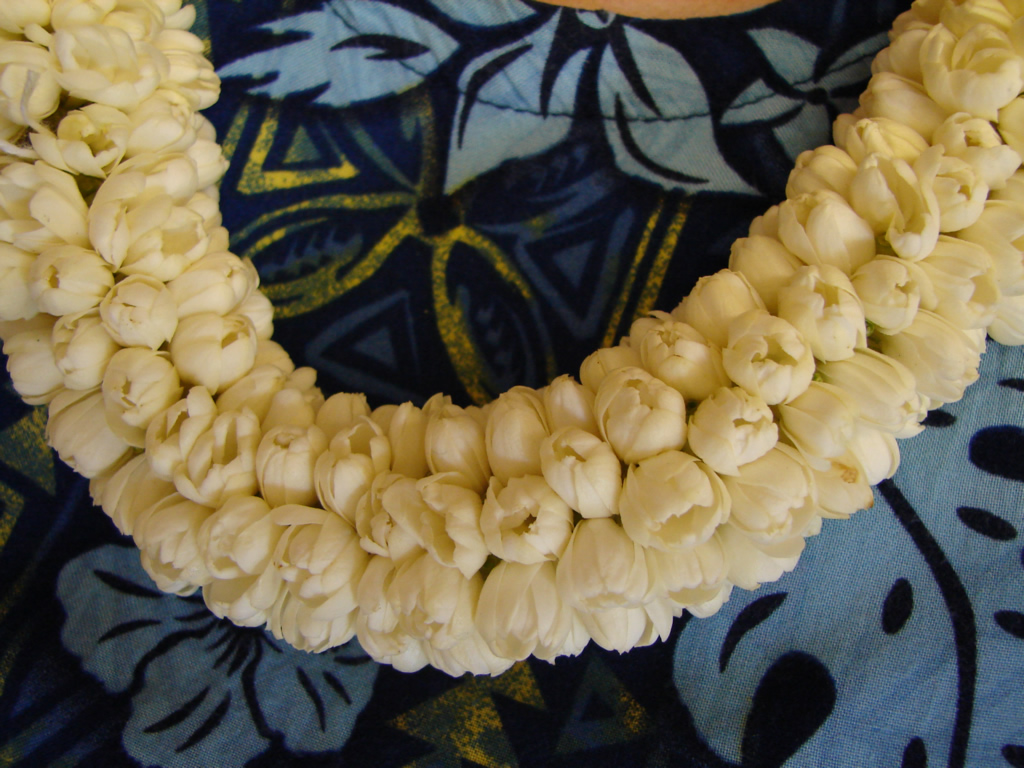
ピカケ・レイ

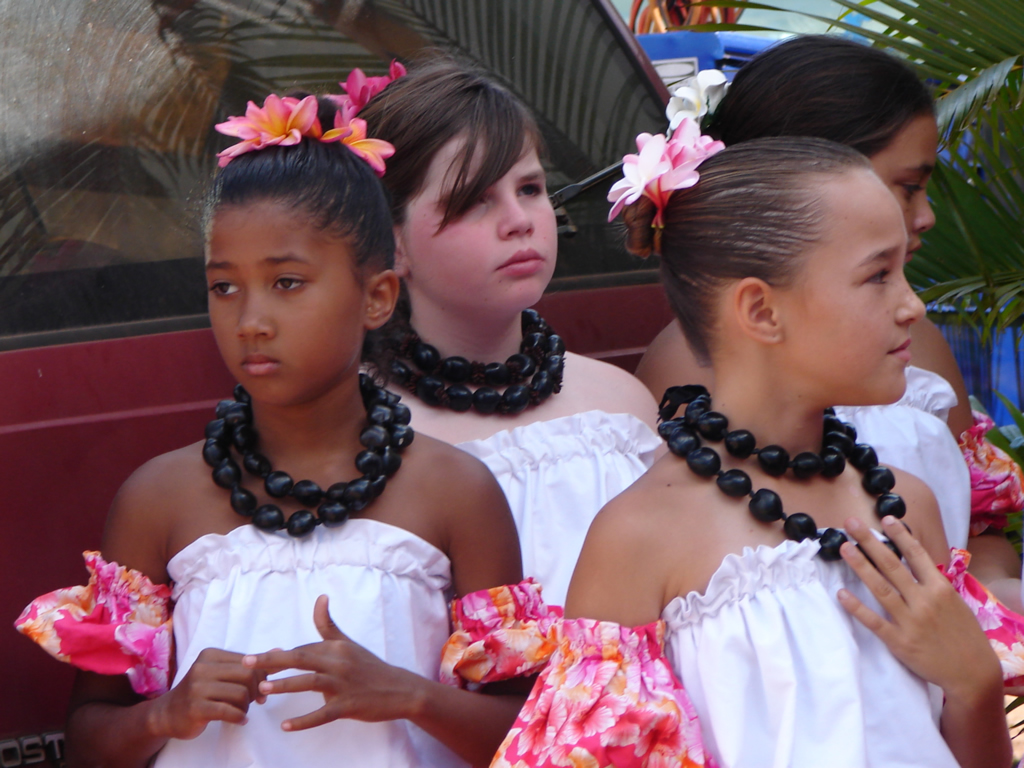
ククイの実のレイを身に付けた子どもたち。

レイ（lei）は、頭・首・肩などにかける装飾品で、主にハワイにおいて用いられる。観光用に用いられる花のレイが一般的に知られているが、その種類はシダ、海草、貝殻、羽毛、果実、鮫の歯など多岐にわたる。ハワイへやってきた記念として観光客に対して渡されるだけでなく、誕生日、結婚式、卒業式、葬式など日常の様々なシーンでも用いられる。
5月1日はレイ・デイとしてレイ作りコンテストなどが開催され、古き文化の継承に努めている。6月11日のカメハメハ大王の日には、カメハメハ大王の像に多数のレイが掲げられる。

## 概要
レイの文化は、12世紀頃にやってきたポリネシア人たちによってもたらされたと考えられており、古来より魔除や供物、社会的地位の象徴として用いられた。その後19世紀頃に旅行者や移住者によって持ち込まれた植物（カーネーション、クチナシ、ジャスミン、マリーゴールド、パンジー、プルメリア、バラ、スミレなど）を利用することで大きな進化を遂げた。
レイの材料として、初期は貝殻、イノシシの牙、犬の歯、骨、鳥の羽根、髪の毛などが用いられていたが、近年は草花、木の実、海草など植物を用いたものが主流となっている他、新しい素材として紙やセロファンを用いたものもある。さまざまなシーンにおいて、感謝の気持ちや敬愛の念を籠めて、さまざまな種類のレイが贈られる。これは自然を通してマナを得るという、ハワイ古来の自然崇拝信仰から来ているもので、レイを贈る時のいろいろな気持ちを総括してハワイ語でアロハと呼ぶ。

## 種類と意味
レイは、素材の種類や製作手法によって細かい呼称や籠められた意味が異なる。また、ハワイ諸島の各島にはそれぞれ島を象徴するレイが規定されている。形状による呼称としては花などを一列に重ねただけのもっともオーソドックスなクイ、細かく編込んだヒリ、ツイストさせた形をとるウィリ、複数種類を混ぜ合わせたハクなどがある。
フラワーレイの代表的な種類と利用シーンは以下のようなものがある。
| 名称           | 概要 |
| -------------- | --- |
| ピカケ         | ハワイ語で孔雀を意味するレイで、ジャスミンを用いる。開ききっていない花をビーズのように繋いで作られる。 カイウラニの愛した花として知られ、結婚式の際に花嫁が身につけることが多い。 |
| マイレ         | キョウチクトウ科の植物の葉を用いたレイで、唯一輪になっていない。 主にフラで使用されたり、結婚式の際に花婿が身に付けることが多い。                                                 |
| ティ・リーフ   | 食べ物の器としてや、レイ自体のラッピングとしても利用される植物である。 心身を癒し、邪気を祓う力があるとされ、僧侶などが身に付けた。                                               |
| ハラ           | 山吹色のパンダナスの果実を用いたレイで、終わりと始まりを意味する。 そのため卒業式や入学式のシーンで用いられる。                                                                   |
| マウナ・ロア   | 薄紫色の花の蕾を使用したレイで、日持ちすることから他の島へ行く際の船旅などで利用される。                                                                                          |
| プア・キカ     | シガーフラワーとも呼ばれる細長い植物を用いたレイで、主に男性に贈られる。 乾燥させて色や形を保てることから土産物としても利用できる。                                               |
| オハイ・アリイ | 南米産の赤と黄色の絢爛な花を用いたレイで、晴れの場で女性に贈られることが多い。 |
| イリマ         | オアフ島の代表レイ。 ハイビスカスに似た黄色い花を用いるレイで、かつては王族のみが着用を許されていた。                                                                             |
| オヒアレフア   | ハワイ島の代表レイ。 濃厚な香りを放つレイで、伝統的な儀式の際に用いられる。 |

また、島のレイとして規定されている植物はそれぞれ以下の通りである。
| 島             | シンボルとされる自然 | 備考                                                             |
| -------------- | -------------------- | ---------------------------------------------------------------- |
| オアフ島       | イリマ               | 黄色とオレンジの2種類、多くはオレンジを使用。                    |
| ハワイ島       | オヒアレフア         | 赤と黄色の2種類、多くは赤色を使用。                              |
| モロカイ島     | ククイ               | 実。ハワイ州の木でもある。実の油でロミロミやキャンドルにも使用。 |
| マウイ島       | ロケラニ             | ロゼラニ とも呼ぶ。                                              |
| ラナイ島       | カウナオア           |                                                                  |
| カウアイ島     | モキハナ             | 実。汁に触れると肌がかぶれるため、リーフなどを絡めるのが主流     |
| カホオラヴェ島 | ヒナヒナ             | 日本では「スパニッシュ・モス」で流通                             |
| ニイハウ島     | ニイハウ・シェル     | 貝。1粒でも高価な価値があり、島への上陸は特許が必要。            |